# Sean Morrison
Sean Joseph Morrison (ur. 8 stycznia 1991 w Plymouth) – angielski piłkarz występujący na pozycji obrońcy w Cardiff City.